# خانه‌های شرکت نفت (شماره ۱۵۷۳)
منازل شرکت نفت (شماره ۱۵۷۳) مربوط به دوره پهلوی است و در شهرستان آبادان، بوارده جنوبی، شماره ۱۵۷۳ واقع شده و این اثر در تاریخ ۱۷ اسفند ۱۳۸۱ با شمارهٔ ثبت ۷۹۵۶ به‌عنوان یکی از آثار ملی ایران به ثبت رسیده‌است.